# Generación del 37
Die Generación del 37 (deutsch Generation von 1837) war ein Zusammenschluss von Intellektuellen in der Region des Río de la Plata.
Dabei handelte es sich um eine Gruppe junger Männer, welche die spätere geschichtliche Entwicklung Argentiniens beeinflussten und deren Ziel es war, mit einem nicht idealisierenden Problembewusstsein eine Modernisierungsstrategie für die neu entstandene Republik zu schaffen. Der Name der Generación del 37 hatte seinen Ursprung in dem im Mai 1837 vom Uruguayer Marcos Sastre (1809–1897) in Buenos Aires gegründeten, auch als Asociación de la Joven Generación Argentina oder Asociación de Mayo bekannten literarischen Salon (Salón Literario). Ein Großteil der Mitglieder lebte im uruguayischen und chilenischen Exil.